# Jérémy Rimbaud
Pour les articles homonymes, voir Rimbaud (homonymie).
Jérémy Rimbaud, dit le cannibale de Nouilhan ou plus communément cannibale des Pyrénées, est un ancien militaire français, né le 12 novembre 1987 à Tarbes, ayant combattu en Afghanistan, atteint d'un syndrome de stress post-traumatique qui l'a conduit à un délire paranoïde durant lequel il a pratiqué un acte de cannibalisme sur un nonagénaire puis agressé un autre homme à Nouilhan, dans la soirée du 14 novembre 2013,. 
Interpellé le soir du 14 novembre 2013, il a été hospitalisé d'office à l'unité pour malades difficiles de Cadillac en Gironde, avant d'être reconnu pénalement irresponsable en mai 2015 et juillet 2016, puis d'être interné dans un centre psychiatrique à Toulouse.
Le 19 janvier 2022, après s'être enfui d'une unité de soin de Toulouse, il agresse une septuagénaire dans le quartier des Chalets, avant d'être de nouveau interpellé le soir même puis d'être ré-hospitalisé d'office. 
La récidive de Jérémy Rimbaud relance dès lors le sujet de la surveillance notamment des centres psychiatriques.

## Biographie

### Enfance, engagement militaire et première psychose
Jérémy Rimbaud naît le 12 novembre 1987, à Tarbes, dans les Hautes-Pyrénées. Il grandit à Momères dans le même département au sein d'une famille « normale » où il est élevé « normalement ». Ce dernier s'engage dans l'armée en tant que soldat au titre du régiment d'infanterie chars de marine (RICM) de Poitiers, de « marsouin » il progresse jusqu'au grade de caporal. 
Lors de son séjour en Afghanistan de novembre 2010 à juin 2011, pour se donner du courage au front, Jérémy Rimbaud consomme de la kétamine. Lors d'une mission, il roule sur une mine avec son véhicule sans la déclencher mais cette dernière explose sous le char suivant et il « avait vu des militaires mourir ou être gravement brûlés en sautant sur une mine ».
Après son passage en Afghanistan, il séjourne à Chypre avec son unité afin d'effectuer une évaluation psychologique. Un syndrome de stress post-traumatique, séquelle due à cette guerre, est  diagnostiqué. Un médecin lui prescrit un traitement, que Jérémy Rimbaud décide de ne pas suivre. Il quitte l’armée le 5 novembre 2013, refusant une prolongation de son contrat, certain de trouver un travail dans le domaine de la peinture.
Le 12 novembre 2013 alors que Jérémy Rimbaud est au domicile de sa petite-amie « Marie » à Pau, elle remarque un brusque changement de personnalité chez lui, elle déclare « Il ne cherchait qu’une chose : c’était de me convaincre que c’était la fin du monde qui arrivait le 1er décembre, c’est le jour où il fallait fuir les flammes, qu’on allait s’envoler comme des oiseaux. (...) C'était comme si on avait pris possession de lui, il était possédé ». Marie prend l’initiative de filmer les délires de Jérémy Rimbaud. Il lui confie : « Je ne sais pas si j'ai bien fait de m'engager dans l'armée »,.

### Drame de Nouilhan et poursuites judiciaires
Le 14 novembre 2013, peu après les observations de sa petite-amie, Jérémy Rimbaud commence à errer dans la région avant de finir dans les rues de Nouilhan, une commune d'environ 200 habitants située dans les Hautes-Pyrénées à une quarantaine de kilomètres de Pau. Il croise par hasard Léopold Pédèbidau, un agriculteur retraité de 90 ans, qui regarde comme à son habitude par la fenêtre de son domicile. Jérémy Rimbaud, dans son délire le prend pour un taliban avec comme motivation « Il faut que je l'assassine. On était en Afghanistan », s’introduit chez lui et lui fracasse le crâne avec une barre de fer ramassée dans une grange. Par la suite, Jérémy Rimbaud sort un opinel et alors que sa victime est encore vivante, l’éventre pour prélever son cœur qu’il fait frire, ainsi que la langue, avec des haricots tarbais avant de dévorer le tout malgré le fait qu'il « n’y arrivait pas. Mais c’était comme si une force le poussait ». Enfin, avant de quitter les lieux Jérémy Rimbaud tente de mettre le feu à la dépouille et au domicile. Alors qu’il rentre de son exploitation agricole, Alain Pédèbidau découvre à son domicile le cadavre mutilé de son père et alerte les gendarmes.
Après ce crime, Jérémy Rimbaud continue son errance dans Nouilhan où, dans la soirée, il rencontre un autre agriculteur du nom de Jean Camy travaillant sur son tracteur près d'un silo à grains, l'homme de 42 ans se fait agresser avec un violent coup sur l’épaule de la même barre de fer qui a servi à tuer Léopold Pédèbidau. Jean Camy parvient malgré tout à se défendre et repousse son agresseur. Jérémy Rimbaud s’en va et trouve dans une propriété un fusil qu’il dérobe. Alors qu’il se promenait avec ce fusil dans le but de retourner sur les lieux de l'agression, les gendarmes procèdent à son interpellation. Peu après son arrestation, Jérémy Rimbaud affirme aux gendarmes qui l'ont interpellé qu’il a « obéi à un message d'origine supérieure ». Le lendemain, il est hospitalisé d'office à l'unité pour malades difficiles de Cadillac en Gironde.
Le 20 décembre 2013, Jérémy Rimbaud est mis en examen au tribunal de Pau pour assassinat et atteinte à l'intégrité d'un cadavre et tentative d'assassinat sur Jean Camy. Il réintègre à l'unité pour malades difficiles de Cadillac.
Le 1er mai 2015, une première expertise psychiatrique conclut à l'irresponsabilité pénale de Jérémy Rimbaud.
Le 21 avril 2016, le procureur de Pau, Jean-Christophe Muller déclare que les experts psychiatres pour la contre-expertise psychiatrique ont « unanimement considéré qu'il était atteint d'un trouble psychiatrique ayant entièrement aboli son discernement ».
Le 19 juillet 2016, la seconde expertise psychiatrique rend une nouvelle ordonnance confirmant l'irresponsabilité pénale de Jérémy Rimbaud au moment des faits, du fait qu'il soit atteint de délire paranoïde. Il ne peut donc pas être jugé pour ses actes et est interné dans un hôpital psychiatrique à l'unité de soin de Toulouse. 

### Fuite et nouvelle agression à Toulouse
Le 19 janvier 2022, Jérémy Rimbaud s'évade de l'unité de soin toulousaine où il était interné, avant d'agresser une femme de 72 ans qui promenait son chien dans le quartier des Chalets de Toulouse. Victime de fractures aux bras et de plaies à la tête, la septuagénaire échappe à une mort probable grâce à l'intervention des voisins. En effet, l'un d'entre eux alors armé d'un fusil non chargé décide de menacer Jérémy Rimbaud avant que ce dernier ne tente de le lui arracher. Frappé à coup de crosse, Jérémy Rimbaud est finalement maîtrisé et maintenu à terre, en attendant l'arrivée des pompiers et des policiers sur place. Après son arrestation, Jérémy Rimbaud, mis à nouveau en examen, réintègre l'hôpital psychiatrique  ; son état de santé mentale ne permettant pas une garde à vue,.
Dans les jours qui suivent l'évasion de Rimbaud (puis de sa réintégration à l'hôpital psychiatrique de Toulouse), cinq autres patients de l'institut Gérard Marchant s'évadent respectivement les 22, 23, 27 et 28 janvier 2022, avant d'être repris à leur tour ; ce qui alimente un vif débat sur la surveillance des instituts psychiatriques. 
Fin janvier 2022, le ministre de la Justice Éric Dupond-Moretti évoque au micro de France Bleu « des défaillances » en s’empressant de renvoyer la balle à Olivier Véran, ministre de la Santé. L’ARS annonce également avoir demandé à la direction de l’hôpital Marchant l’ouverture d’une enquête administrative et diligenté une mission d’inspection.
Le directeur de l’établissement psychiatrique de Toulouse conteste toutefois les « défaillances » mentionnées par la Justice et annonce que les portes de l’établissement resteront fermées pour toute la durée du week-end « compte tenu des risques de nouvelles fugues dans un contexte de surmédiatisation » ; ces mesures impliquant entre autres « la sécurisation des entrées et sorties » ainsi que « le renforcement de la surveillance des patients ».
Le 2 février 2022, Jérémy Rimbaud quitte l'hôpital psychiatrique de Toulouse sous escorte policière. Rimbaud intègre l'institut psychiatrique pour malades difficiles, située à Albi, où il est dès lors hospitalisé en permanence.

## Liste des victimes connues
| Les faits        | Les faits | Découverte       | Découverte | Identité          | Âge | Profession / Activité / Statut |
| Date             | Lieu      | Date             | Lieu       | Identité          | Âge | Profession / Activité / Statut |
| ---------------- | --------- | ---------------- | ---------- | ----------------- | --- | ------------------------------ |
| 14 novembre 2013 | Nouilhan  | 14 novembre 2013 | Nouilhan   | Léopold Pédèbidau | 90  | Agriculteur à la retraite      |
| 14 novembre 2013 | Nouilhan  | 14 novembre 2013 | Nouilhan   | Jean Camy         | 42  | Commerçant et Agriculteur      |
| 19 janvier 2022  | Toulouse  | 19 janvier 2022  | Toulouse   | « Françoise »     | 73  | Retraitée                      |